# 名もなき復讐者 ZEGEN
『名もなき復讐者 ZEGEN』は、登美丘丈の小説。2019年8月6日に宝島社から文庫本が刊行された。妻を自殺に追い込んだ男たちへの復讐を続ける女衒の過酷な生き方と、女衒を介し偽装結婚することになった雪蘭と佐藤幸造が次第に心を通わせていく様を描く。
2019年8月30日から関西テレビの「カンテレドラマらぼ」枠でテレビドラマ化された。

## 概要
第17回『このミステリーがすごい!』大賞 U-NEXT・カンテレ賞受賞作。受賞時のタイトルは『その男、女衒』で、刊行時に改題された。
U-NEXT・カンテレ賞は、第18回『このミステリーがすごい！』大賞から新設される予定だったが、U-NEXT・カンテレ賞選考会は「現代日本の大都市に蔓延る闇、そしてそこに横たわる人間味あふれるドラマが繊細に描かれており、かつ映像化した際のエンタメ的な伸びしろを感じさせ、拝読した瞬間に「チャレンジしたい」と思わせる内容でした」とコメントし、急遽前倒ししてサプライズ受賞として本作が受賞することとなった。

## 登場人物
女衒（ぜげん） / 田中良夫（たなか よしお）
私生児として生まれ、児童養護施設で育った。最初は、自分を捨てた母親を探すために夜の街でボーイやバーテンダー、用心棒として働いていたが、やがて女性に見合った風俗店や飲食店などの働き口を紹介する女衒となった。
佐藤幸造（さとう こうぞう）〈41〉
八戸の水産加工会社の社長。若い時分に両親がなくなり会社を引き継いだ。独身。
李雪蘭（り せつらん）〈25〉
中国杭州市出身。杭州にいる病気の夫の治療費を稼ぐために日本にやってきた。強制送還され日本で働けなくなることを恐れ、女衒に偽装結婚の斡旋を依頼。新宿のマッサージ店「華苑」で働いている。
さくら
女衒が初めて自ら声を掛け、仕事を斡旋した女性。
園長
女衒が育った児童養護施設の園長。多くの子供たちがいる中で、女衒に特に目をかけていた。
初枝
園長の妻。
王鈴麗（おう りんれい）
杭州にいる雪蘭の親友。日本への出稼ぎを考えている。
明菜
暴力的な恋人から逃れるために新潟からやってきた。新潟のキャバクラでは売れっ子だったが、恋人にみつかることを危惧した女衒から、キャバクラではなく女性向けのバーを紹介された。
東野
元刑事。梶間組で相談役のような立場にある。

## 書誌情報
- 登美丘丈『名もなき復讐者 ZEGEN』宝島社
  - 2019年8月6日発売[4]、ISBN 978-4-8002-9743-3（文庫本）

## テレビドラマ
2019年8月30日から10月18日まで毎週金曜（木曜深夜）0時25分-0時55分に、関西テレビの「カンテレドラマらぼ」枠で、『このミス』大賞ドラマシリーズの第2弾として放送された。全8話。主演は阿部進之介。阿部は本作が初の連続ドラマ主演作となる。

### キャスト
- 女衒 - 阿部進之介（小学生時代：柴崎楓雅、高校生時代：石川雷蔵）
- 李雪蘭 - 馬場ふみか[13]
- 東野篤 - 高橋努[13]
- 直井宏之 - 遠藤雄弥[13]
- 鮎川明菜 - 永尾まりや[13]
- 雨宮初枝 - 筒井真理子[13]
- 佐藤幸造 - 杉本哲太[13]
- 佐鳥さくら - 山田愛奈
- 佐藤二朗（特別出演）

### スタッフ
- 原作 - 登美丘丈『名もなき復讐者 ZEGEN』（宝島社文庫）
- 脚本 - 内藤瑛亮
- 撮影 - 伊集守忠
- 編集 - 渡辺直樹
- 音楽 - 有田尚史
- エンディングテーマ - Qyoto『夏の雪』（アリオラジャパン）[14]
- 挿入歌 - Qyoto『僕の生きている意味』（アリオラジャパン）[14]
- 監督 - 内藤瑛亮、後藤孝太郎、亀谷英司
- 製作 - 堤天心、岡田美穂
- 企画 - 宮本敬、小寺健太、柳原祥広
- チーフプロデューサー - 笠置高弘
- プロデューサー - 浅原和博、池田篤史、鈴木剛、堀尾星矢
- 制作プロダクション - トライストーン・ピクチャーズ
- 制作・著作 - U-NEXT、カンテレ

### 放送日程
| 話数  | 放送日   | 監督       |
| ----- | -------- | ---------- |
| 第1話 | 08月30日 | 内藤瑛亮   |
| 第2話 | 09月06日 | 内藤瑛亮   |
| 第3話 | 09月13日 | 内藤瑛亮   |
| 第4話 | 09月20日 | 後藤孝太郎 |
| 第5話 | 09月27日 | 亀谷英司   |
| 第6話 | 10月04日 | 内藤瑛亮   |
| 第7話 | 10月11日 | 内藤瑛亮   |
| 第8話 | 10月18日 | 内藤瑛亮   |

### 放送局
| 放送対象地域 | 放送局     | 系列           | 放送期間           | 放送日時                     | 備考   |
| ------------ | ---------- | -------------- | ------------------ | ---------------------------- | ------ |
| 近畿広域圏   | 関西テレビ | フジテレビ系列 | 8月30日 - 10月18日 | 金曜 0:25 - 0:55（木曜深夜） | 製作局 |

※前番組「時空探偵おゆう 大江戸科学捜査」を放送したTOKYO MXは本番組の放送予定はない。
| 関西テレビ カンテレドラマらぼ/『このミス』大賞ドラマシリーズ          | 関西テレビ カンテレドラマらぼ/『このミス』大賞ドラマシリーズ | 関西テレビ カンテレドラマらぼ/『このミス』大賞ドラマシリーズ |
| 前番組                                                                | 番組名                                                       | 次番組                                                       |
| --------------------------------------------------------------------- | ------------------------------------------------------------ | ------------------------------------------------------------ |
| 時空探偵おゆう 大江戸科学捜査 ※ここから『このミス』大賞ドラマシリーズ | 名もなき復讐者 ZEGEN                                         | 死亡フラグが立ちました!                                      |